# Leon Draisaitl
Leon Draisaitl (Colonia, Alemania, 27 de octubre de 1995), apodado Leo, Drai, Dr. Drai o Drat, entre otros, es un jugador profesional alemán de hockey sobre hielo que se desempeña en la posición de centro en Edmonton Oilers, equipo de la National Hockey League (NHL).

## Carrera
Fue seleccionado en la primera ronda en la NHL Entry Draft de 2014. Hizo su debut profesional con el equipo Edmonton Oilers, donde lleva jugando diez temporadas.